# Dadibou
Dadibou is een bestuurslaag in het regentschap Bima van de provincie West-Nusa Tenggara, Indonesië. Dadibou telt 2228 inwoners (volkstelling 2010).